# Giocattolo

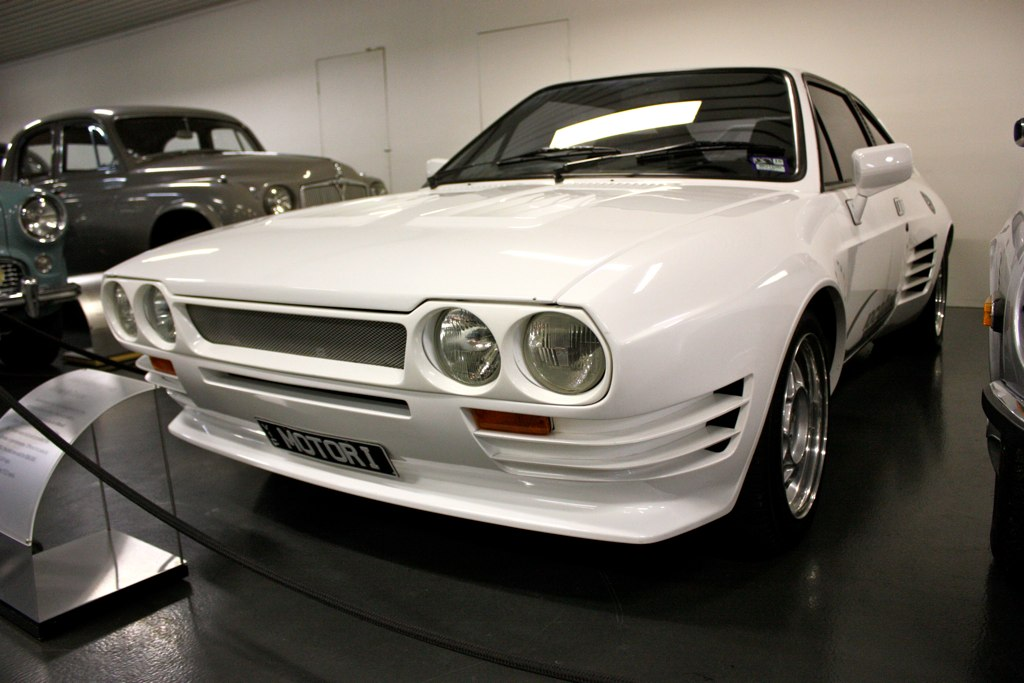
Giocattolo

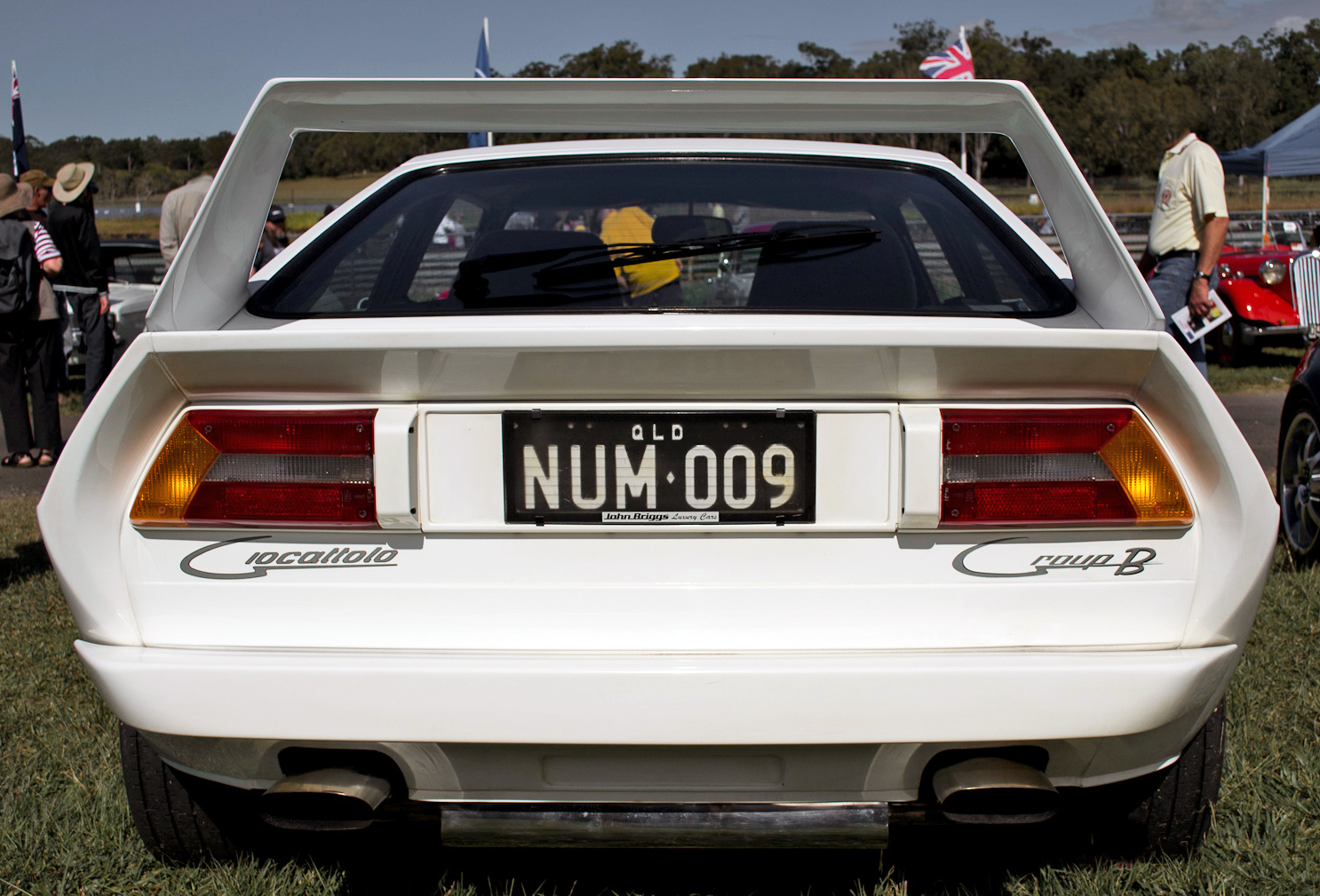
Heckansicht

Die Giocattolo Motori Pty. Ltd. war ein australischer Automobilhersteller aus Caloundra in Queensland, der 1986 von dem Sportwagenenthusiasten Paul Halstead und dem Formel-1-Konstrukteur Barry Lock gegründet wurde. Als Unternehmensname (Firma) diente das italienische Wort für Spielzeug.

## Geschichte
Der Giocattolo basierte ursprünglich auf einem stark veränderten Alfa Romeo Alfasud Sprint mit V6-Mittelmotor. Nach dem 4. Prototyp stellte man fest, dass der V6-Motor nur unter Schwierigkeiten und zu hohen Kosten nach Australien eingeführt und eingebaut werden konnte. Daher setzte das Unternehmen das Sprint-Vierzylindermodell ein. Der V6 von Alfa Romeo wurde durch einen V8-Motor von HSV ersetzt, der ebenfalls hinten eingebaut wurde. Neben dem niedrigeren Preis bot der HSV-Motor eine höhere Leistung als der ursprünglich eingeplante Alfa-Romeo-Motor. Die Höchstgeschwindigkeit des V8-Giocattolo wurde mit 257 km/h bestimmt. Es ist nicht bekannt, was mit den Vierzylindermotoren und Getrieben geschah, die aus den aus Italien importierten Sprint ausgebaut wurden.
Einschließlich des 3. Prototyps, der ursprünglich mit dem Alfa-Romeo-V6 ausgerüstet war und nach einem Unfall mit einem Polizeiwagen, bei dem er fast vollständig zerstört wurde, auf den HSV-V8 umgerüstet wurde, wurden nur 15 Giocattolo gebaut, bevor das Unternehmen 1989 seine Tore schließen musste. 13 dieser 15 Autos sollen heute noch existieren, eines ist nicht mehr bekannt und eines – mit der Fahrgestell-Nr. 007 – wurde bei einem Hochgeschwindigkeitsunfall auf dem Eastern Creek Raceway im Februar 2001 zerstört, wobei der Fahrer, der 29-jährige Todd Wilkes, ums Leben kam.
Der 3. Prototyp tauchte in der Fernsehshow Beyond 2000 auf.

## Motoren
| Hersteller | Bauart | Hubraum  | Leistung         |
| ---------- | ------ | -------- | ---------------- |
| Alfa Romeo | 6 V    | 2495 cm³ | 158 bhp (116 kW) |
| HSV        | 8 V    | 4998 cm³ | 185 bhp (136 kW) |